# روبن لاكوف
روبن تولماتش لاكوف (بالإنجليزية: Robin Lakoff) (وُلدت في 27 نوفمبر/ تشرين الثاني 1942) هي أستاذة اللغويات في جامعة كاليفورنيا في بركلي. عادةً ما يرجع الفضل في تأسيس فرع دراسات اللغة والنوع في علم اللغويات والعلوم الأخرى إلى كتابها الذي نُشر في 1975 تحت عنوان «اللغة ومكانة المرأة».

## سيرتها الذاتية
وُلدت روبن لاكوف في 1942 في بروكلين في نيويورك. حصلت على درجة البكالريوس في كلية رادكليف، ثم درست في جامعة إنديانا للحصول على درجة الماجيستير، أما الدكتوراة فحصلت عليها من جامعة هارفارد. تزوجت روبن لاكوف من عالم اللغة جورج لاكوف لمدة ثم انفصلا. تُدرّس روبن لاكوف في جامعة كاليفورنيا في بركلي منذ عام 1972.
بينما كانت تدرس في رادكليف كوليدج (الواقعة في كامبريدج في ولاية ماساتشوستس الأمريكية) للحصول على البكالريوس، حضرت محاضرات نعوم تشومسكي في معهد ماساتشوستس للتكنولوجيا (MIT)، وأصبحت على اتصال بقسم اللغويات في المعهد. وفي هذا الوقت الذي كان يؤسس فيه تشومسكي وطلابه النحو التوليدي التحويلي، بحثت لاكوف وآخرون الطرق التي يؤثر بها السياق الخارجي على بناء اللغة.
تشارك لاكوف على نحو منتظم بمقالات على موقع هافنجتون بوست.

## كتاب «اللغة ومكانة المرأة»
يُقدم هذا الكتاب لفرع اللغويات الاجتماعية الكثير من الأفكار عن لغة النساء، وبات يُنظر إلى هذه الأفكار الآن في أغلب الوقت على أنها مألوفة وعادية. كان الكتاب مصدرًا لإلهام الكثيرين للوصول إلى استراتيجيات لدراسة اللغة والنوع عبر الطبقة الاجتماعية والعرق.
تشتهر دراساتها بالتعرض بالبحث للطبقة الاجتماعية، والقوة، والعدالة الاجتماعية بالإضافة إلى النوع.
طوّرت لاكوف «مبدأ التهذيب» الذي يشتمل على ثلاث قواعد عادةً ما يُتبعوا في التواصل. وهذه المبادئ هي:
1. لا تفرض شيئًا
2. أعط المتلق اختيارات
3. اجعل المتلق يشعر بشعور جيد

أوضحت لاكوف أن هذه القواعد في غاية الأهمية للتواصل بشكل جيد.